# Anansus ewe
Anansus ewe là một loài nhện trong họ Pholcidae. Loài này được phát hiện ở Ghana.